# Blijde Boodschapkerk (Deurne)

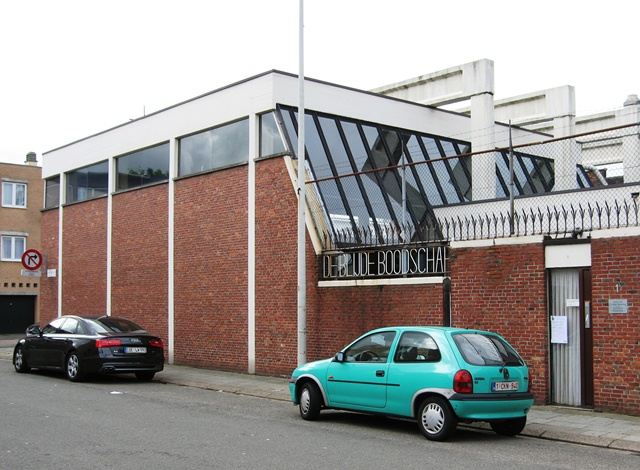
Blijde Boodschapkerk

De Blijde Boodschapkerk is een parochiekerk in de tot de gemeente Antwerpen behorende plaats Deurne, gelegen aan de René Heylenstraat 1.

## Geschiedenis
De Blijde Boodschapparochie werd in 1968 afgesplitst van de Heilige-Familieparochie en omvatte het noordelijke, dicht bij de havens gelegen, deel van genoemde parochie, de Kronenburgbuurt genaamd. Een kerk werd gebouwd in 1975-1976 naar ontwerp van Paul Meekels.

## Gebouw
Het kerkgebouw vertoont de stijl van het brutalisme. Het is een sobere zaalkerk op rechthoekige plattegrond, waar 250 gelovigen in kunnen samenkomen. Aan de buitenzijde zijn vooral bakstenen muren te zien, het dak hangt aan betonnen liggers.